# Los Tres Puentes, Guanajuato
Los Tres Puentes är en ort i Mexiko.   Den ligger i kommunen Celaya och delstaten Guanajuato, i den centrala delen av landet, 220 km nordväst om huvudstaden Mexico City. Los Tres Puentes ligger 1 783 meter över havet och antalet invånare är 373.
Terrängen runt Los Tres Puentes är kuperad åt nordost, men åt sydväst är den platt. Runt Los Tres Puentes är det tätbefolkat, med 790 invånare per kvadratkilometer. Närmaste större samhälle är Celaya, 16,0 km söder om Los Tres Puentes. Omgivningarna runt Los Tres Puentes är en mosaik av jordbruksmark och naturlig växtlighet.